# آرشیدوک اوتوی اتریش
آرشیدوک اوتوی اتریش (انگلیسی: Archduke Otto of Austria؛ ۲۱ آوریل ۱۸۶۵ – ۱ نوامبر ۱۹۰۶) یک شاهزاده اهل اتریش بود.